# Osneah, Ciornuhî
Osneah (în ucraineană Осняг) este un sat în comuna Bohodarivka din raionul Ciornuhî, regiunea Poltava, Ucraina.

## Demografie
Componența lingvistică a localității Osneah
     Ucraineană (100%)
Conform recensământului din 2001, toată populația localității Osneah era vorbitoare de ucraineană (100%).